# Rivière Nation
La rivière Nation (anglais : South Nation River), parfois appelée rivière Nation Sud, est une rivière de l'Ontario au Canada et un affluent de la rivière des Outaouais dans le bassin versant du fleuve Saint-Laurent.

## Géographie
La rivière Nation s'écoule vers le nord-est sur une longueur de 175 kilomètres. Elle prend sa source au nord-est de la ville de Brockville. La rivière traverse ensuite la ville de La Nation. Ce cours d'eau se jette dans la rivière des Outaouais près de la localité de Plantagenet dans le canton d'Alfred et Plantagenet. Le bassin hydrographique, qui recouvre 3 900 km2, est un écosystème complexe et, au total, quinze municipalités sont comprises dans le bassin versant de la rivière Nation Sud. La rivière Nation reçoit les eaux de la rivière Castor en amont du village de Casselman.

## Protection environnementale
L'organisme Conservation de la Nation Sud, créé en 1947, a le mandat d'étudier et de protéger l'écosystème du bassin de la rivière Nation.